# Fondevila (Marojo)
Fondevila es una aldea española, actualmente despoblada, que forma parte de la parroquia de Marojo, del municipio de Arzúa, en la provincia de La Coruña.

## Demografía
| Gráfica de evolución demográfica de Fondevila entre 2000 y 2018 |
|                                                                 |
| Datos según el nomenclátor publicado por el INE.                |